# Бортатыче
Бортатыче (пол. Bortatycze) — деревня в Замойском повете Люблинского воеводства Польши. Входит в состав гмины Замость. Находится примерно в 8 км к северо-западу от центра города Замосць. По данным переписи 2011 года, в деревне проживало 380 человек.
В 1975—1998 годах деревня входила в состав Замойского воеводства.

## Население
Демографическая структура по состоянию на 31 марта 2011 года:
|         | Всего | До трудоспособного возраста | Трудоспособного возраста | Старше трудоспособного возраста |
| ------- | ----- | --------------------------- | ------------------------ | ------------------------------- |
| Мужчины | 182   | 50                          | 113                      | 19                              |
| Женщины | 198   | 36                          | 112                      | 50                              |
| Всего   | 380   | 86                          | 225                      | 69                              |